# Radisson Blu Scandinavia Hotel (København)
 For alternative betydninger, se Radisson Blu Scandinavia Hotel. (Se også artikler, som begynder med Radisson Blu Scandinavia Hotel)
Radisson Blu Scandinavia Hotel, København er et hotel i København. Hotellet ligger på Islands Brygge på  Ny Tøjhusgrunden lige uden for Københavns volde først på Amager. Det er med sine 86 meter og 26 etager Danmarks næsthøjeste hotel efter Aarhus City Tower. Med sine 542 værelser var det Danmarks største hotel indtil 2009, men er nu det fjerdestørste efter Bella Sky og CABINN Metro i Ørestaden og Tivoli Hotel ved Kalvebod Brygge. Hotellet er en del af den internationale kæde Radisson Hotels.
Hotellet er bygget i 1973, designet af arkitekterne Ejner Graae og Bent Severin. I komplekset findes desuden Casino Copenhagen. 
Indtil 1994 var hotellet ejet af SAS, derefter delvist, og i 2006 solgte SAS sine sidste aktier i moderselskabet Rezidor Hotel Group.

## Faciliteter
Hotellet har to restauranter: Blue Elephant (thailandsk) og Filini (italiensk).
På hotellet findes et fitnesscenter drevet af Sporting Health Club.